# سرعت بده بهم
«سرعت بده بهم» (به انگلیسی: Speed Me Up) ترانه‌ای از رپرهای آمریکایی ویز خلیفه، تای دولا ساین، لیل یاتی و سوئکو د چایلد می‌باشد که در ۲۴ ژانویهٔ سال ۲۰۲۰ از سوی آتلانتیک رکوردز منتشر گردید و در موسیقی‌متن فیلم سونیک خارپشت حضور دارد. این قطعه به‌خاطر کورس «گیرایش» و همچنین «ریتم آرامش که خیلی غیر منتظرانه بود» مورد تحسین قرار گرفت؛ علاوه‌بر این، موزیک ویدئویش که سبک پیکسل آرت داشت نیز مورد توجه قرار گرفت.

## پس‌زمینه
«سرعت بده بهم» در ۲۴ ژانویهٔ سال ۲۰۲۰ از سوی آتلانتیک رکوردز منتشر گردید و توسط تیک ا دیتریپ تهیه و تولید شد. این ترانه در فیلم سونیک خارپشت حضور دارد و به‌عنوان یک قطعهٔ تبلیغاتی برای آن منتشر شده‌است.